# Brahim Boulahia
 (mai 2022).
Brahim Boulahia, né le 15 février 1950 à Barika (Algérie), est un homme politique algérien. Membre du Front de libération nationale, il est député de la quatrième circonscription électorale de la wilaya de Batna au cours de la troisième législature (1987-1992)[réf. nécessaire]. Il est aujourd’hui Le président de la Commission des affaires étrangères au Conseil de la nation, et sénateur du FLN de la wilaya de Batna[réf. nécessaire].

## Sources, notes et références
1. ↑  « CURRICULUM VITÆ de Brahim Boulahia »(Archive.org • Wikiwix • Archive.is • Google • Que faire ?) sur le Site de l’Assemblée nationale algérienne